# Trà Lân
Trà Lân là thị trấn huyện lỵ cũ của huyện Con Cuông cũ, tỉnh Nghệ An, Việt Nam.

## Địa lý
Thị trấn nằm trên quốc lộ 7A và sát bờ phải sông Lam, cách thành phố Vinh khoảng 110 km.
Thị trấn Con Cuông có diện tích 2,5 km², dân số năm 2018 là 7.345 người, mật độ dân số đạt 2471 người/km².
Theo thống kê năm 2019, thị trấn có diện tích 2,5 km², dân số là 3.866 người, mật độ dân số đạt 1.546 người/km².

## Lịch sử
Thị trấn Con Cuông được thành lập vào năm 1988 trên cơ sở tách các xóm Đồng Tiến, Tân Yên, Tân Tiến, Việt Tiến của xã Bồng Khê.
Ngày 24 tháng 10 năm 2024, Nghị quyết số 1243/NQ-UBTVQH15 về việc sắp xếp đơn vị hành chính cấp huyện, cấp xã của tỉnh Nghệ An giai đoạn 2023 - 2025. Nghị quyết này có hiệu lực thi hành từ ngày 01 tháng 12 năm 2024.
Thành lập thị trấn Trà Lân trên cơ sở nhập một phần diện tích tự nhiên là 4,37 km2, quy mô dân số là 930 người của xã Chi Khê, toàn bộ diện tích tự nhiên là 27,56 km2, quy mô dân số là 6.790 người của xã Bồng Khê và toàn bộ diện tích tự nhiên là 1,87 km2, quy mô dân số là 5.984 người của thị trấn Con Cuông. Sau khi thành lập, thị trấn Trà Lân có diện tích tự nhiên là 33,80 km2 và quy mô dân số là 13.704 người.
Thị trấn Trà Lân giáp các xã Chi Khê, Đôn Phục, Mậu Đức, Yên Khê và huyện Anh Sơn; 

## Hành chính
Thị trấn Trà Lân được chia như sau: Khối 1, 2, 3, 4, 5, 6, Thanh Nam, Liên Tân, Tân Dân, Vĩnh Hoàn, Lam Bồng, Thanh Đào, Tân Trà, Thủy Khê, Quyết Tiến, Tiến Thành, Chằn Nằn, Bại Văn.